# Изоглосса
Изогло́сса (от др.-греч. ἴσος «равный» + γλῶσσα «речь, язык») — линия на лингвистической карте, обозначающая границы распространения какого-либо языкового явления. Этот термин был впервые введён А. Биленштейном в книге «Die Grenzen des lettischen Volkstammes und der lettischen Sprache in der Gegenwart und im 13. Jahrhundert» (St. Petersburg, 1892). Для обозначения изоглоссы на карте отмечают однородными знаками совпадающие явления разных говоров и эти точки соединяют линией, дающей изоглоссу данного явления: фонетического, лексического или грамматического сходства.

## Частные случаи
Наряду с общим термином «изоглосса» используются также частные — изофона (изоглосса, показывающая распространение фонетического явления), изоморфа (изоглосса, показывающая распространение морфологического явления), изосинтагма (изоглосса, показывающая распространение синтаксического явления), изолекса (изоглосса, показывающая распространение слова). Изучением изоглосс занимаются следующие науки о языке: диалектология и её раздел лингвистическая география.

## Примеры
- Изоглосса кентум — сатем — одна из древнейших индоевропейских изоглосс.
- Линия Бенрата — разделяет нижненемецкий и верхненемецкий языковые ареалы.
- Линия Специя — Римини — одна из важнейших изоглосс внутри западно-романского ареала.
- Линия Рим — Анкона — более размытый пучок романских изоглосс.
- Линия Жоре — разделяющая ойльские языки галло-романской группы на северные и южные.
- Линия Торжок — Юрьевец — пучок изоглосс, разделяющий говоры севернорусского наречия и среднерусские говоры, важнейшей из изоглосс этого пучка является неразличение гласных после твёрдых согласных во втором предударном слоге (аканье).
- Линия Боровск — Рязань — линия, разделяющая среднерусские говоры и ареал южнорусского наречия, одной из определяющих изоглосс является изофона фрикативного произношения фонемы /г/.
- Линия Иречека — разделяла балканские языки (разных языковых семей) на зоны греческого и латинского влияния во времена поздней античности, проходя по хребту Стара-Планина. Представляла собой скорее языковую границу, чем изоглоссу.